# Râul Lădăuțiul Mic
Râul Lădăuțiul Mic este un curs de apă situat în Depresiunea Întorsura Buzăului, afluent de stînga al râului Lădăuți.

## Hărți
- Harta județului Covasna